# 中期ウェールズ語
中期ウェールズ語（英語：Middle Welsh, ウェールズ語：Cymraeg Canol）は、12世紀から14世紀にかけてのウェールズ語の呼称であり、これはそれ以前のどの時期よりもずっと多くの文書が残されている。この形のウェールズ語は古ウェールズ語から発展したものである。
中期ウェールズ語はほとんどすべて現存している『マビノギオン』の初期写本の言語である。ただし『マビノギオン』の物語自体は確実にさらに古い。中期ウェールズ語はまた、ウェールズ法の写本の大部分の言語でもある。中期ウェールズ語は、若干の困難はあれ、今日のウェールズ語話者にとって十分に理解可能なものである。
中期ウェールズ語の音韻論は現代ウェールズ語のそれとかなり似通っているが、少数の差異はある (Evans 1964)。u の文字は今日、北部ウェールズ方言では /ɨ/、南部ウェールズ方言では /i/ の音を表すが、中期ウェールズ語においては円唇中舌狭母音 /ʉ/ を表していた。二重母音 aw は、中期ウェールズ語ではアクセントのない最終音節において見られたが、これは現代ウェールズ語では o に変わっている（例：中期ウェールズ語 marchawc = 現代ウェールズ語 marchog「騎手」）。同様に、中期ウェールズ語の二重母音 ei, eu は最終音節において ai, au に変わった（例：中期ウェールズ語 seith = 現代語 saith「7」，中期ウェールズ語 heul = 現代語 haul「太陽」）。
中期ウェールズ語の正書法は標準化されておらず、同じ音の綴りかたに関して写本間で大きな差異がある。中期ウェールズ語の綴りと現代ウェールズ語の綴りの間の差異にはいくつかの一般原則が立てられる (Evans 1964)。例えば、所有限定詞 ei「彼の、彼女の」および前置詞 i「……へ」は、中期ウェールズ語ではかなり広く y と綴られ、それゆえ定冠詞 y や間接関係小辞 y と同じ綴りになっている。それゆえ y gath のような句は、中期ウェールズ語では the cat の意味（これは現代ウェールズ語と同じ）か his cat の意味（現代語では ei gath）か曖昧である。有声閉鎖音 /d, g/ は語末では t, c の文字で表された（例：diffryt「守る」（現代語 diffryd）、redec「走る」（現代語 rhedeg））。/k/ の音は母音 e, i, y の前では非常にしばしば k と綴られた（現代ウェールズ語ではつねに c と綴られる。例：中期ウェールズ語 keivyn = 現代語 ceifn「みいとこ third cousin」）。/v/ の音は通常 u または v と綴られたが、語末では f と綴られ（現代ウェールズ語ではこれはつねに f と綴られる。例：中期ウェールズ語 auall = 現代語 afall「リンゴの木」）。/ð/ の音は通常 d と綴られた （現代ウェールズ語ではこれは dd と綴られる。例：中期ウェールズ語 dyd = 現代語 dydd「日」）。/r̥/ の音は r と綴られ、それゆえ /r/ と区別されなかった （現代ウェールズ語ではこれらはそれぞれ rh と r として区別される。例：中期ウェールズ語 redec と現代語 rhedeg）。

## 文法
直説法能動態現在
| caru「愛する」 |        |
| -------------- | ------ |
| 1 人称単数     | caraf  |
| 2 人称単数     | kery   |
| 3 人称単数     | car    |
| 1 人称複数     | caran  |
| 2 人称複数     | kerych |
| 3 人称複数     | carant |

| bot「……である」 |               |
| --------------- | ------------- |
| 1 人称単数      | wyf           |
| 2 人称単数      | wyt           |
| 3 人称単数      | yw, ys, yssyd |
| 1 人称複数      | wyn           |
| 2 人称複数      | wych          |
| 3 人称複数      | wynt          |